# Скибин (Уманський район)
Скиби́н  — село в Україні, у Жашківській міській громаді Уманського району Черкаської області. Розташоване на обох берегах річки Торч (притока Гірського Тікичу) за 7 км на північ від міста Жашків та за 8 км від автошляху М05. Населення становить 2 160 осіб (станом на 2009 рік).

## Історія
Село відоме з першої половини 17 століття. Існує легенда про те, що село засноване одним із біженців Запорозької Січі на прізвище Скиба, який був першим поселенцем, звідси, мабуть, і пішла назва села Скибин. За іншою легендою Скибин заснував не Скиба, а син торговця, ім'я якого невідоме, тому він взяв ім'я свого друга — Slimp (др.скиб. — світлий, по-нашому — Скибинець).
У роки колективізації, у 1930 році, у селі було утворено чотири колгоспи.
Село постраждало внаслідок геноциду українського народу, проведеного окупаційним урядом СРСР 1932—1933 та 1946–1947 роках.
224 мешканці села брали участь у боях радянсько-німецької війни, 140 з них загинули, 157 нагороджені орденами й медалями. Під час війни на території Жашківського цукрового заводу діяла підпільна антинацистська організація. Організація мала радіоприймач, друкувала листівки і розповсюджувала їх серед населення. При в'їзді в село з боку Ставищ встановлено обеліск Слави, а на території середньої школи — пам'ятник воїнам, які загинули в роки війни.
У селі багато людей померло від голодомору 1946—1947 років. У 1950 році всі колгоспи було об'єднано в один колгосп.
Станом на початок 70-х років ХХ століття в селі розміщувалась центральна садиба колгоспу «Маяк», за яким було закріплено 2 828,3 га сільськогосподарських угідь, в тому числі 2 664,6 га орної землі. Господарство спеціалізувалось на вирощуванні озимої пшениці, цукрових буряків, було розвинуте м'ясо-молочне тваринництво. Працювали млин, пилорама, крупорушка, майстерня з ремонту техніки.
Також на той час працювали середня школа, будинок культури з широкоекранною кіноустановкою, бібліотека з фондом 10 тисяч книг, медпункт, пологовий будинок, дитячі ясла і садок, дві майстерні побутового обслуговування, поштове відділення, три магазини, автобусна станція.

## Сучасність
На території Скибина є загальноосвітня школа І-ІІІ ступенів, будинок культури, бібліотека, дитячий садок, поштове відділення, три магазини, АТС на 50 абонентів, філія відділення Ощадбанку, підведено природний газ. Працює правонаступник колгоспу — ПП «Шанс». В селі 1041 двір.
31 грудня 2018 року релігійна громада УПЦ МП села Скибин перейшла до Православної Церкви України.

## Відомі люди
Народились:
- Оверчук Олексій Мефодійович (1924—2007) — генерал-полковник Радянської Армії, ад'ютант маршала К. К. Рокоссовського.

Поховані:
- Наумович Артем Анатолійович (1987—2022) — майстер-сержант Збройних Сил України, учасник російсько-української війни.
- Чорний Вадим Олександрович (1992—2022) — солдат Збройних Сил України, учасник російсько-української війни.

## Галерея

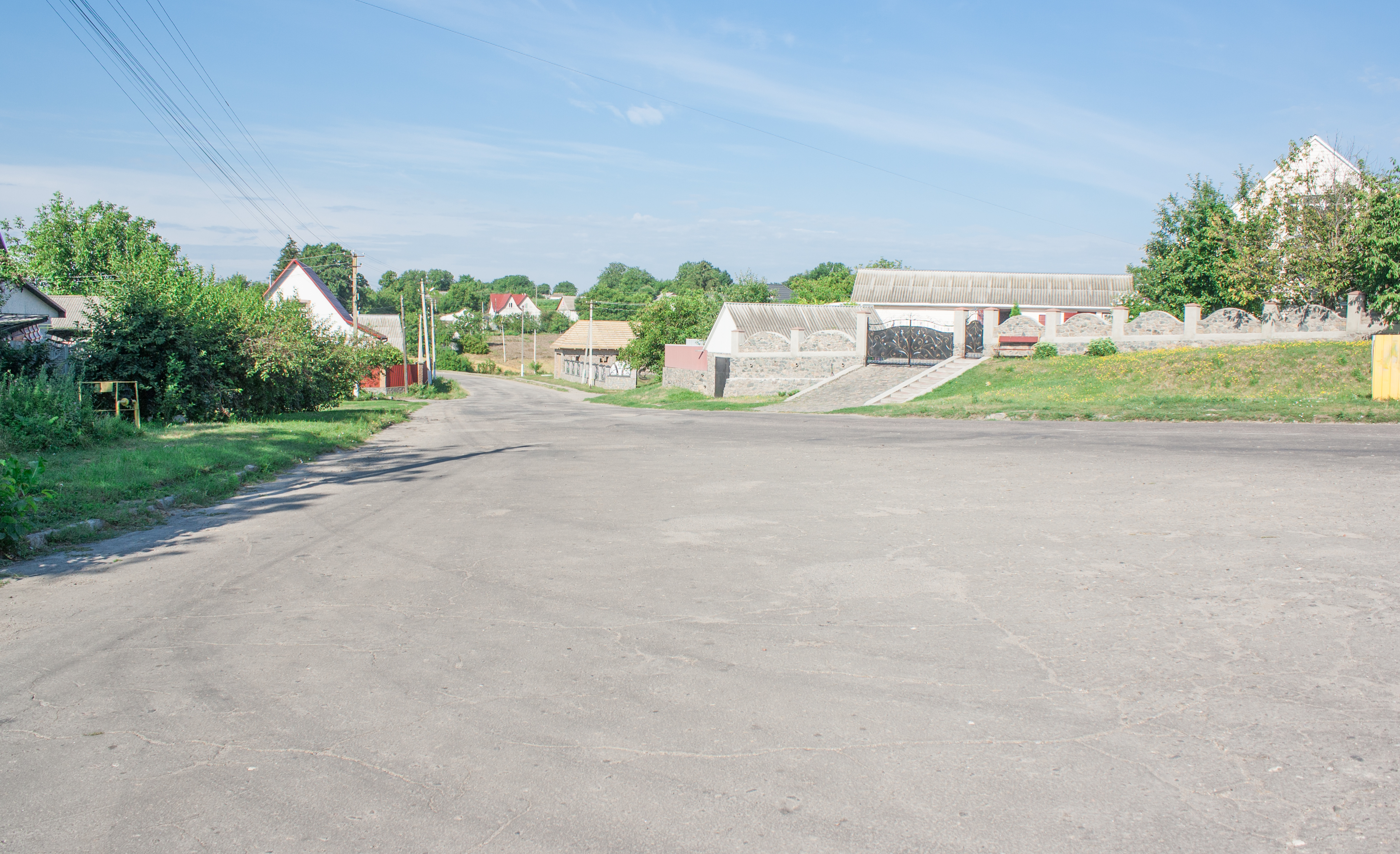
Вулиця Героїв Небесної Сотні
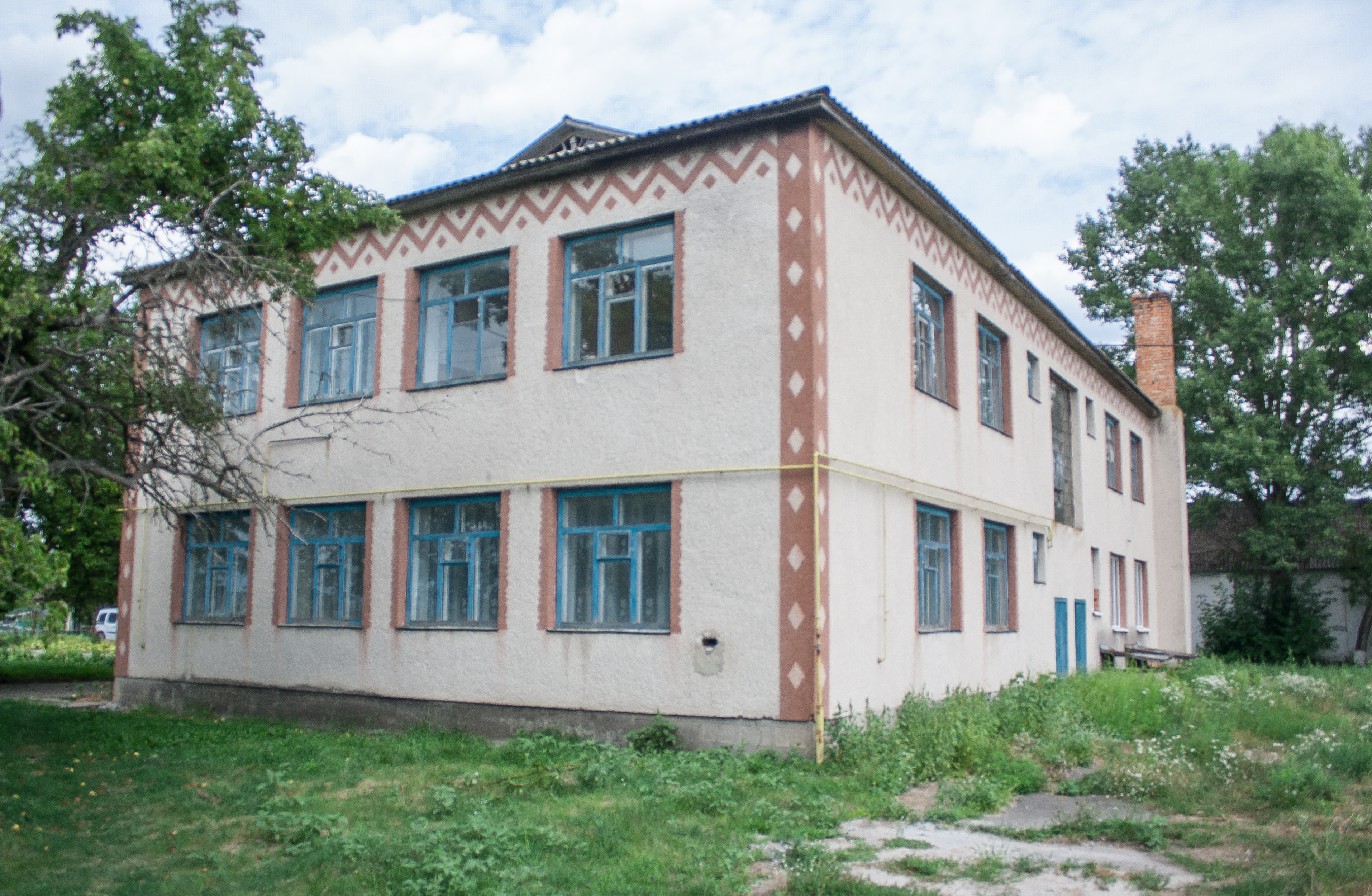
Сільська рада
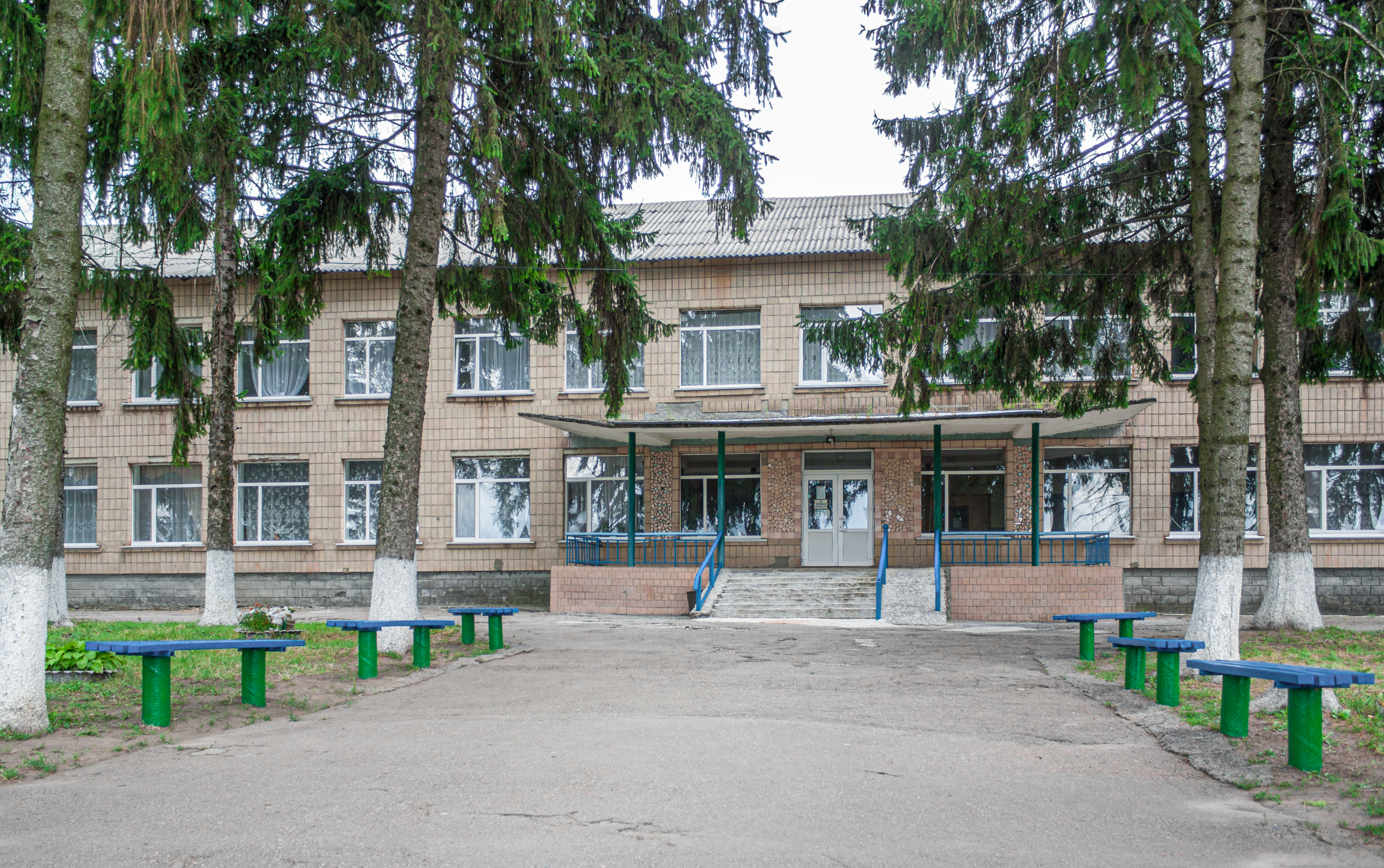
Школа
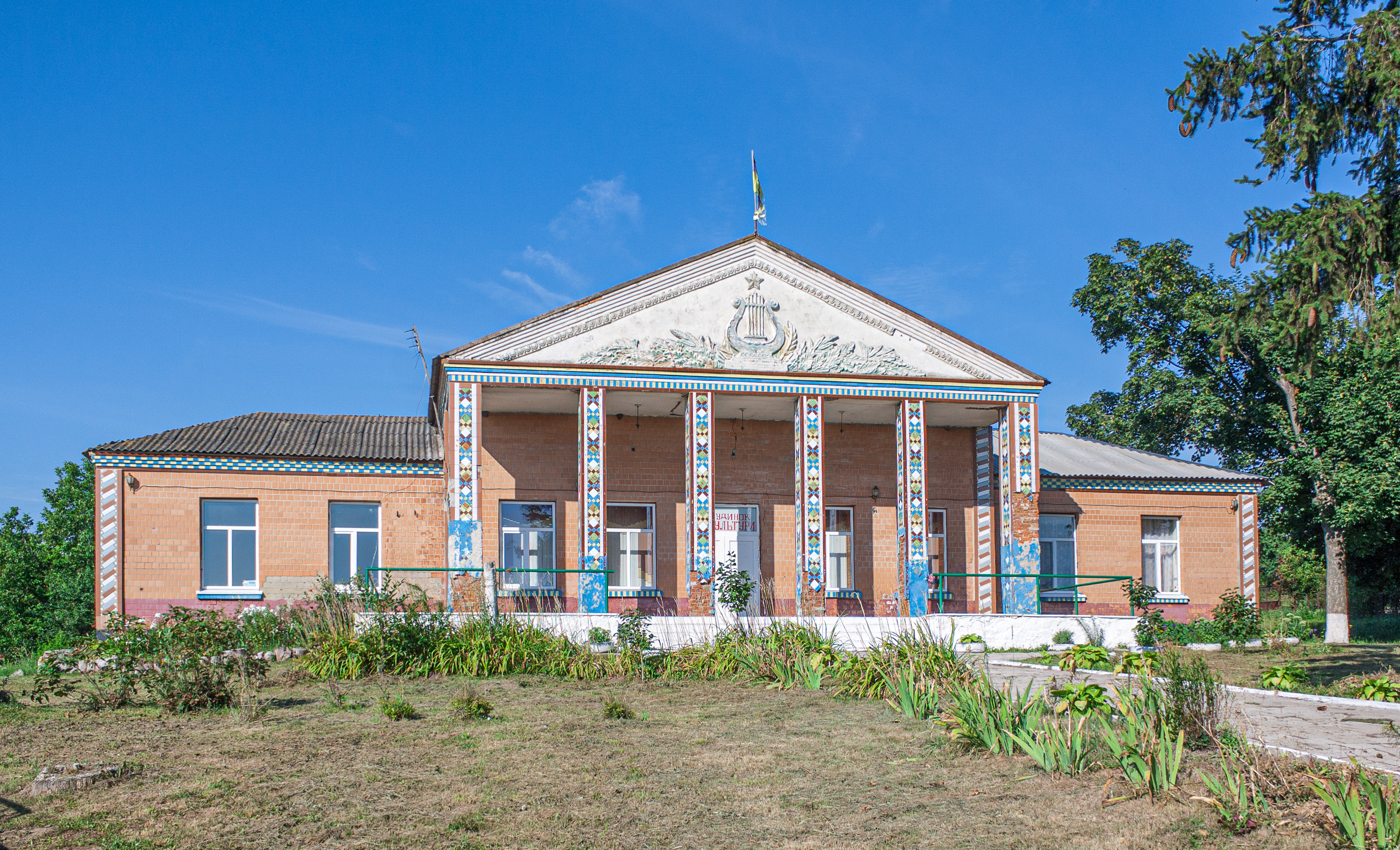
Будинок культури
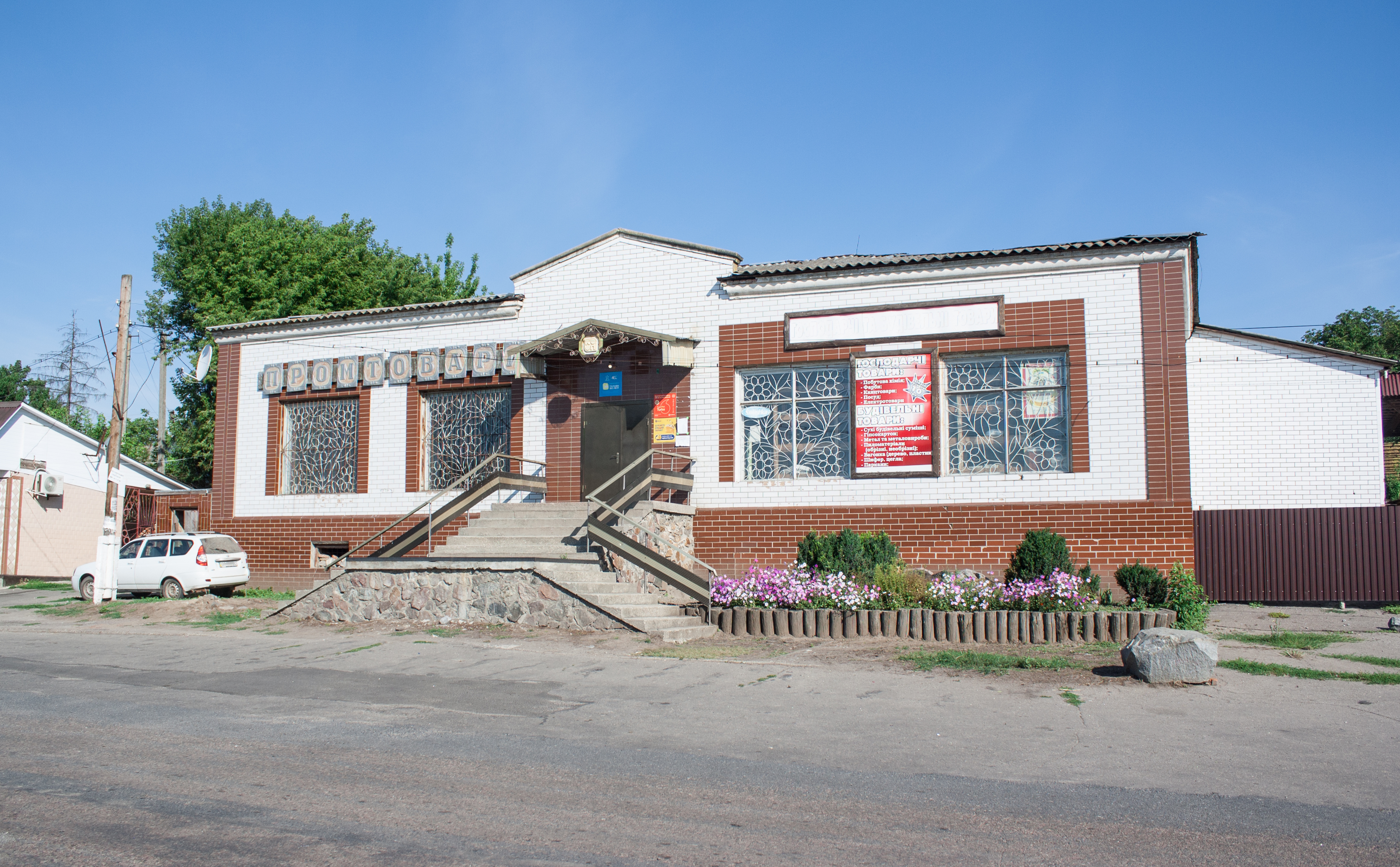
Магазин
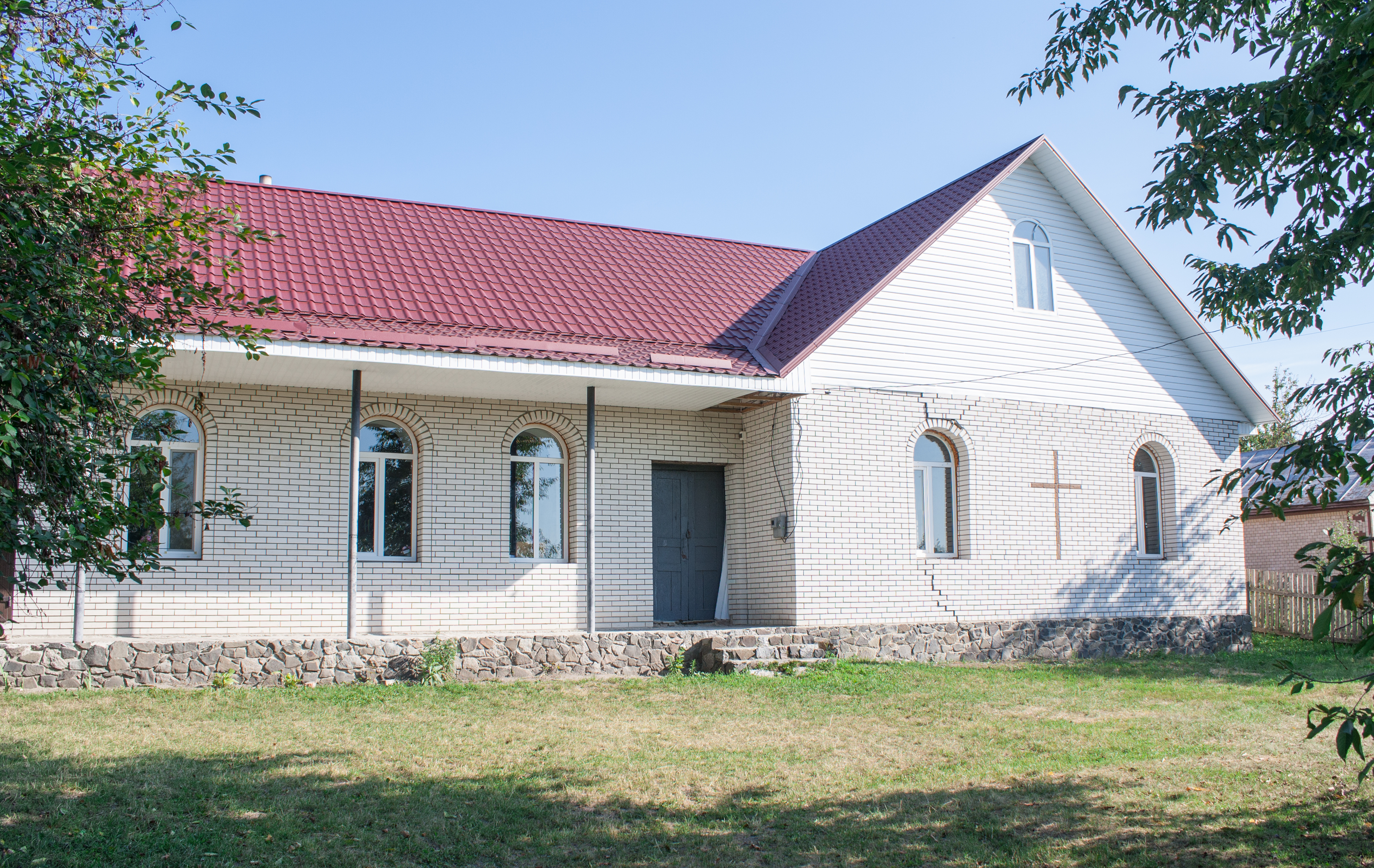
Церква
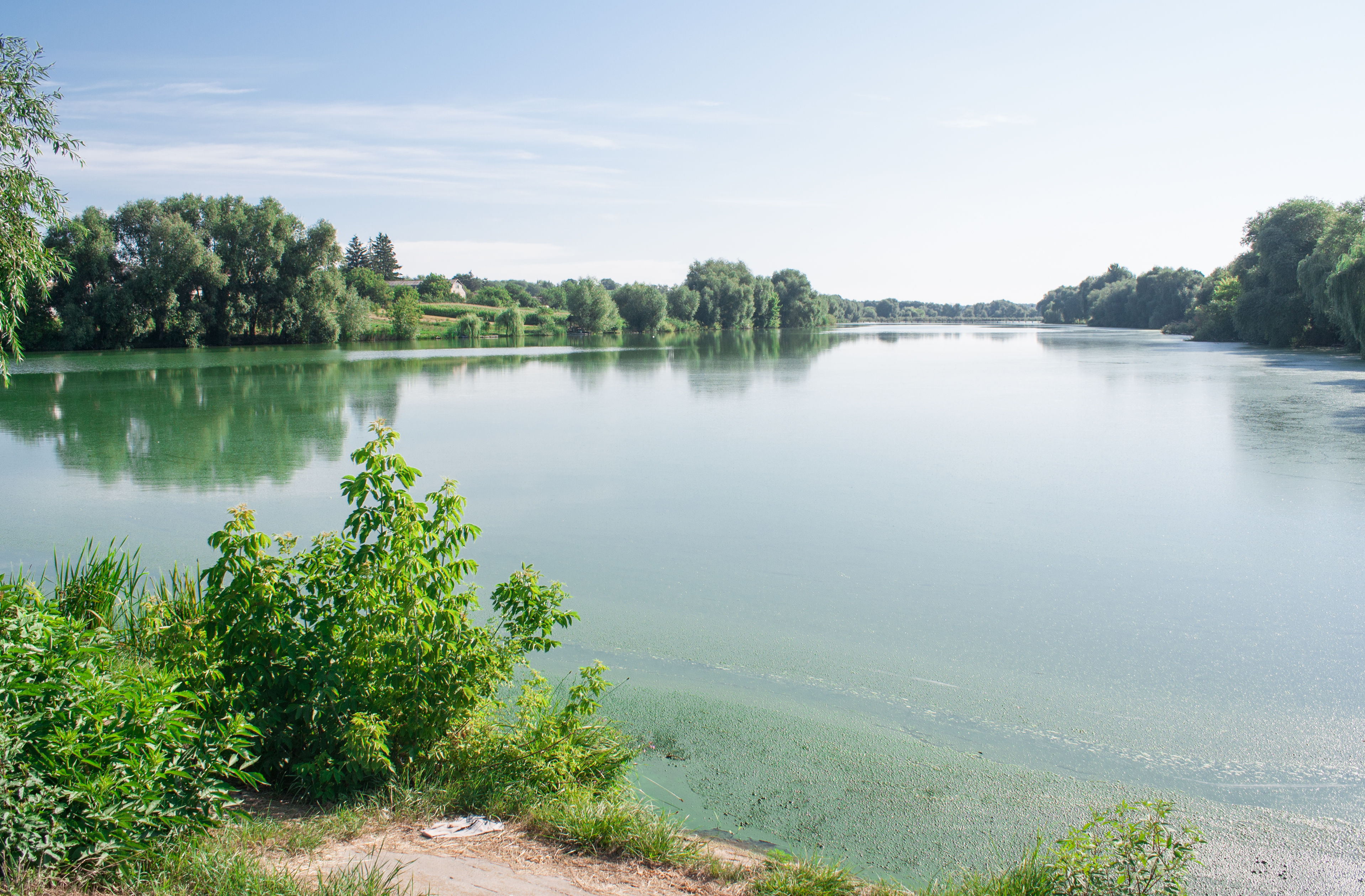
Ставок на річці Торч
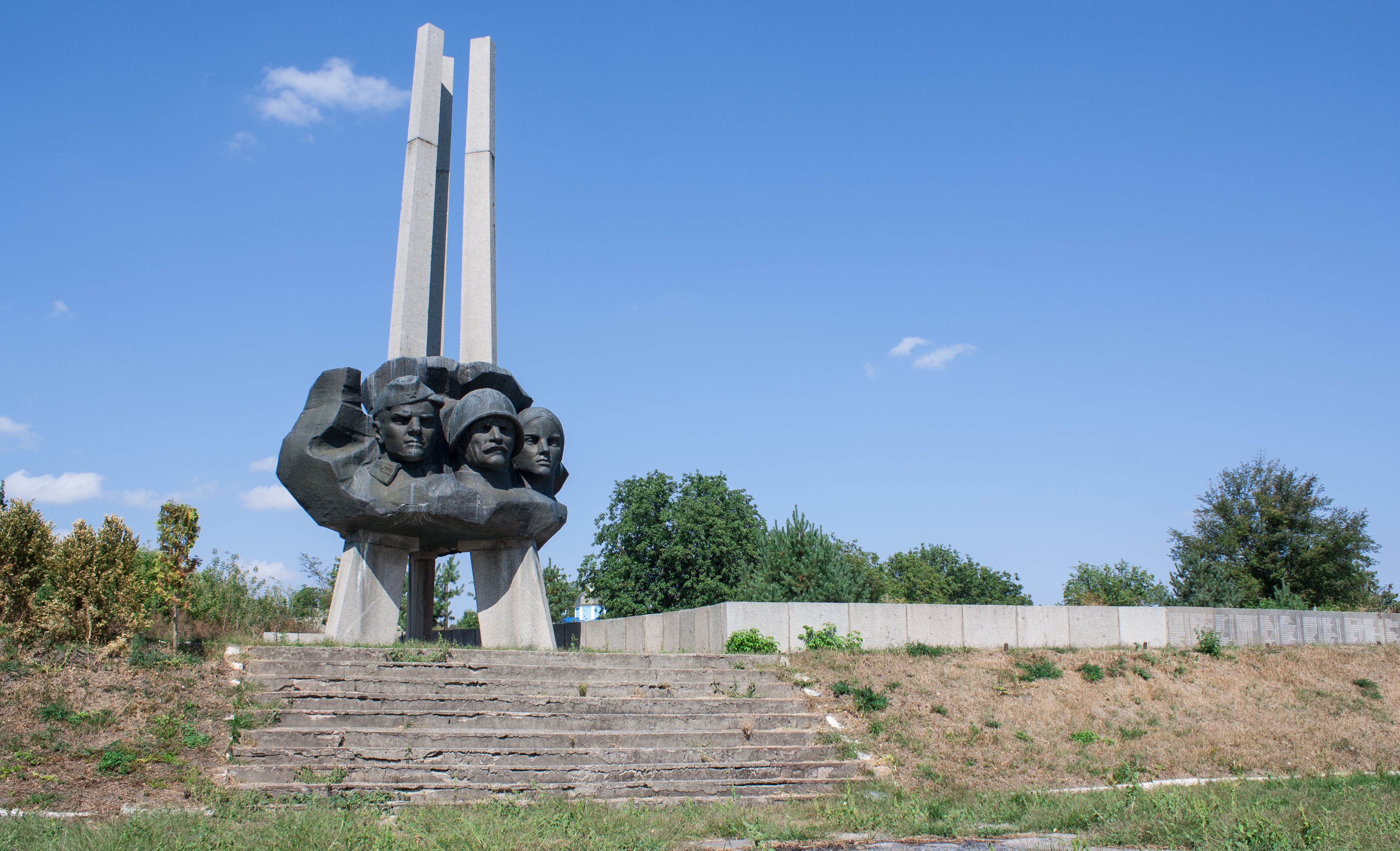
Меморіал Бойової Слави